# Pere Rabassa
Pere Rabassa, també anomenat Pedro Rabassa, (Barcelona, 21 de setembre de 1683 - Sevilla, 1767) fou un músic
i compositor català. És autor d'unes quatre-centes peces musicals, de les quals se'n conserven més de tres-centes. En el seu moment tingueren tant d'èxit que se'n feren còpies per a esglésies espanyoles (Cadis, Olivares, Jerez) i hispanoamericanes, especialment de Mèxic i Guatemala. Se'l considera un compositor innovador, que incorporà elements de la música italiana, com el recitatiu i l'ària, en la polifonia espanyola.

## Biografia
Rebé les primeres lliçons de música del seu oncle, l'organista Ramon Rabassa (Barcelona ~1683 - ?), i amplià la seva formació amb Francesc Valls, un dels mestres més famosos de l'època, i possiblement també amb Joan Barter,  mestre de la capella de la Catedral de Barcelona. A més, rebé influències dels músics italians de la cort de l'arxiduc Carles d'Àustria, que estigué establerta a Barcelona entre el 1700 i el 1713; de fet, és un dels primers compositors que introduïren formes italianes en la música religiosa espanyola. Aquestes formes italianes es van adaptar al gust espanyol a través de la música teatral i les sarsueles amb el nom de «recitatiu» i «ària». Aprengué arpa i cant.
Estudià la carrera eclesiàstica. Va exercir com a mestre de capella a la catedral de Vic (el 1713), d'on marxà, potser com a represàlia per austriacista, a exercir de mestre de capella a la catedral de València (24 de maig de 1714-1724) i a la de Sevilla (1724-1767). En la seva llarga estada en aquesta darrera va renovar la capella, n'augmentà la qualitat i l'engrandí en quantitat: noves places per a 4 violins i 2 violons (1732), contractació de dos oboès i flauta travessera (1740). També es dedicà a la pedagogia musical, i és autor d'un dels tractats de música més rellevants del Barroc espanyol: Guia Para los Principiantes que dessean Perfeycionarse en la Compossicion de la Mussica (1726). Durant l’època a Sevilla s’influencia i té relacions amb Domenico Scarlatti, amb qui va compartir l’habilitat de modular de forma efectiva.
Se’l considera el continuador de Juan Ginés Pérez i de Comes i, com aquest últim, acostumava a escriure en un estil pompós i per a un gran nombre de veus. Diversos historiadors afirmen que Rabassa havia deixat manuscrita una obra didàctica molt important que tracta de l'harmonia, el contrapunt i la composició.
Les seves excel·lents condicions com a compositor es van revelar a principis de segle, i el 1710 va cobrar notorietat per la composició del to Elissa, gran reyna, dedicat a la victòria de l’arxiduc Carles en la batalla d’Almenara. Gràcies a la seva reputació, el 10 de març de 1713 va ser nomenat mestre de la capella de la catedral de Vic, sense cap concurs previ. En aquesta època era un compositor de prestigi, auxiliar insubstituïble de Francesc Valls a la seu barcelonesa.
A Vic, Rabassa va substituir a Jaume Subias, amb qui el capítol vigatà estava molt disgustat, i un any després, el 24 de maig de 1714, va ser nomenat mestre de la capella de la catedral metropolitana de València, una de les millors places per a un músic espanyol d’aquella època, tant pel seu prestigi musical i artístic com per la dotació econòmica, que permetia l’exercici del càrrec amb tots els recursos possibles. A València va escriure una gran quantitat de composicions i també el seu tractat Guía para los principiantes (ca. 1725-30), que amb el Mapa armónico de Francesc Valls constitueix la font més important per al coneixement de la músic barroca espanyola. El 1728 va ser nomenat mestre de la capella a Sevilla, una altra de les places importants d'Espanya en aquell temps. A la seu hispalense va residir fins a la seva mort.
La producció de Rabassa va ser decisiva per a la modernització de la música espanyola de principis del segle xviii, sent ell, juntament amb Valls, Caselles i altres, un dels primers a adoptar el recitatiu i l’ària a la música del romanç, així com a enriquir la paleta harmònica en les obres de diversos moviments i a practicar una major llibertat modulatòria; en aquest últim aspecte, la seva habilitat va ser glossada i admirada per Antoni Soler. El coneixement de la nova música italiana, entronitzada a la Barcelona de l'arxiduc Carles pel napolità Giuseppe Porsile (1680-1750), mestre de la Capella Reial, hi va tenir un paper important, juntament amb la seva capacitat de síntesi entre la nova música i la tradició hispànica anterior, llavors en un grau òptim d’experimentació i obertura.
Les obres de Rabassa van ser conegudes a tot Espanya —si bé és a la catedral de València on se'n conserva el major nombre—, a Portugal —possiblement gràcies a Jaume de la Te i Sagau— i a Hispanoamèrica.
Com a teòric, l’aportació de la seva Guía para los principiantes llança llum definitiva sobre els problemes de la música barroca espanyola. Aquesta obra és en realitat un tractat de composició, avalat per l'exercici continu d'un compositor de prestigi. L'obra consta de 17 + 516 pàgines manuscrites i es divideix en tres grans apartats: «Contrapuntos» (pàgs. 1-308), «Tablas y graduación de las voces» (309-418) i «Todos los tonos y apuntaciones» (419-516). Rabassa es mostra un perfecte coneixador de l’estructura compositiva de la seva època, tant en la música litúrgica com en la de romanç, així com en l’ús i funció dels instruments.

## Obra
- Sonata en si menor, per a orgue
- Tocata de ecos y contraecos: para clarines de mano derecha, per a orgue
- Tocata de mano derecha de 8º tono, per a orgue
- Tono A a la festiva noticia (1705), amb motiu de la coronació de l'arxiduc Carles

Vocal
- Accepit Iesus Calicen, motet a 8 veus, violins i baix continu
- Attendite Populi, motet a 8 veus, violins i baix continu
- La caída del hombre, y su reparacion (1718), oratori
- Diferencia de la Bvena, y Mala Mverte, representada en la del mendigo Lazaro, y en la del Rico Avariento (1721), oratori
- Domine secundum actum meum, motet a 4 veus mixtes, violins i baix continu
- Elissa Gran Reyna
- La gloria de los santos (1715), oratori amb lletra de José Vicente Ortí y Mayor
- Herido de sus flechas
- Lamentación II de Feria V per a tiple, 2 flautes dolces i címbal
- Miserere (1741), a 8 veus, 2 violins i baix continu
- Missa Absque brevi brevis
- Missa Defunctorum (ca. 1713), per a exèquies reials
- Nunc Dimittis, cant de completes a 5 cinc veus i violins
- Ô tu, heroyca constancia (1715), "siesta"
- O vos Omnes, motet a 4 veus i baix continu
- Oratorio Sacro a la Natividad del glorioso precursor San Juan Bautista (1722)
- Oratorio Sacro a San Juan Bautista (1720)
- Los quatro tiempos de él año (1715), "siesta"
- Sonata
- Stabat Mater (ca. 1750), per a cinc veus solistes, cor i orquestra
- Te lucis ante terminum
- Viva Jesús (1723), oratori

Villancets
El ado resuene (1719), Ah del mundo, ah de la tierra (1718), Alaba sion triunfante (1724), Atiendame el cielo (1719), Casa de guerra es Belén (1715), Divina musica hermosa, Dorado bagel del sol (1723), Entre confusos temores (1715), Entre el infierno y la gracia, Este es el solio en què nace el..., El fuego y el aire (1714), Geroglifico alado de plumas, Hola! Lorenzo, ah Lorenzillo (1720), Hombres, aves, peces, fieras (1722), Hoy la tierra con Maria rine (1714), Inquieto golfo de la vida (1716), Midiendo las diferencias (1714), Oigan un purtuguesillo (1723), Para arrullar al amor (1715), Pastores, mirar a bato (1717), Por festejar el amor (1715), Pues todos tenemos un alma (1719), Que antorcha ilumina (1722), Que habeis visto, pastorcillos (1722), Quien de los aires domina el... (1716), Quien es la que subiendo del ..., Repetidos aplausos tributen (1715), Resuenen los clarines (1719), Si aplaudiendo las fuentes (1716), Vaya, afuera (1717), Vaya de infantes de coro (1721), Viendo que suele la noche (1715), Villancico de Nadal (1922), a dotze veus, violoncel i baix continu, Zefiros blandos (1723)
Llibres
- Guía para los principiantes [edició facsímil] Barcelona: Universitat Autònoma, 1990. Porta un estudi introductori de Francesc Bonastre, Antonio Martín Moreno i Josep Climent
- Letras de los villancicos, qve se cantaron en los solemnes maytines del sagrado nacimiento de nuestro redemptor Jesv-Christo, en la santa iglesia patriarchal, y metropolitana de Sevilla Sevilla: Francisco Blas de Quesada, 1724
- Letras de villancicos, que se cantaron en la santa iglesia metropolitana, y patriarchal de Sevilla. En los solemnes maytines de la venida de los santos reyes, este año de 1731 Sevilla: 1731
- Letras de los villancicos, qve se cantaron en la Santa iglesia metropolitana, y patriarchal de Sevilla, en los solemnes maytines de la venida del Espiritv Santo Sevilla: J.F. de Blas, 1732
- Letras de los villancicos que se cantaron en la santa iglesia metropolitana y patriarcal de Sevilla, este año de 1741, en los solemnes matinés de la venida de los santos reyes Sevilla: 1741
- Letras de los villancicos, que se cantaron en la Santa iglesia metropolitana, y patriarchal de Sevilla, este año de 1747. En los solemnes maytines de la venida de los santos reyes Sevilla: 1747
- Letras de los villancicos, que se cantaron en los solemnes maytin[es] de la venida de los santos reyes, en la Santa iglesia metropolitana, y patriarchal de Sevilla, este año de 1751 Sevilla: 1751
- Letras de los villancicos, que se cantaron en la Santa iglesia metropolitana, y patriarchal de Sevilla, este año de 1752. En los solemnes maytines de la venida de los santos reyes Sevilla: 1752
- Letras de los villancicos, que se cantaron en los solemnes maytines de la venida de los santos reyes, en la Santa iglesia metropolitana, y patriarchal de Sevilla, este año de 1755 Sevilla: 1755